# 倉田綾子
倉田綾子（日语：／ Kurata Ayako），日本女性動畫師、人物設計師、動畫演出家。Studio LIVE所屬。丈夫竹內浩志也是動畫師。
《陰陽大戰記》（全52話）的作畫監督雖然不是由她負責，而是擔任人物設定，但她作為原畫參與了全集，為動畫的穩定性做出了貢獻。

## 參加作品

### 電視動畫
1993年
- 美少女戰士R（動畫）

1996年
- 鬼太郎 (第4作)（原畫）
- 浪客劍心 (1996年版)（原畫）

1997年
- 超魔神英雄傳（原畫）

1999年
- 名偵探柯南（作畫監督補佐、原畫、OP原畫）

2001年
- 光劍星傳EX（人物設定、特別人物設定、OP&ED動畫、作畫監督、原畫）

2002年
- 犬夜叉（作畫監督、原畫）
- 銀河俠盜JING（原畫、OP動畫）
- 人造人009 THE CYBORG SOLDIER（演出助手、作畫監督）

2003年
- 出擊！救難特警隊（作畫監督、原畫、OP&ED作畫）
- 成惠的世界（原畫）

2004年
- 戰區88（總作畫監督[注 1]、作畫監督、OP原畫）
- LOVE♥LOVE？（原畫）
- 陰陽大戰記（動畫人物設定[1]、原畫、OP作畫→OP作畫監督&作畫、ED作畫監督）
- 微笑的閃士（作畫監督、原畫）

2006年
- 舞-乙HiME（原畫）
- 牙 -KIBA-（日语：牙 (アニメ)）（分鏡、演出、OP原畫）
- BLACK BLOOD BROTHERS（總作畫監督[注 2]、分鏡、作畫監督、作監補佐、原畫、OP&ED&過場動畫原畫）

2007年
- 偶像大師 XENOGLOSSIA（人物作監協力、作畫監督、原畫、OP作畫、ED原畫）
- 魔人偵探腦嚙涅羅（分鏡、OP演出）

2008年
- ONE OUTS（作畫監督、原畫、ED原畫）
- 食靈 -零-（OP原畫）

2009年
- 穿越宇宙的少女（分鏡、演出、原畫）

2010年
- 少年犯之七人（分鏡、演出、OP演出）
- 魔導少年（OP&ED原畫）

2011年
- 異國迷宮的十字路口 The Animation（和服質料、原畫）

2012年
- 猛烈宇宙海賊（分鏡、演出、作畫監督、作畫監督協力、原畫）
- 男子高中生的日常（總作畫監督、原畫、ED作畫監督）
- 緋色的碎片（OP原畫）
- 窮神（分鏡、演出、原畫）
- 魔奇少年 The labyrinth of magic（分鏡、演出、作畫監督、作畫監督補佐、原畫、第2原畫）

2013年
- 銀之匙 Silver Spoon（OP原畫）
- 魔奇少年 The kingdom of magic（系列演出、分鏡、演出、原畫、第2原畫）

2014年
- 四月是你的謊言（分鏡、演出、演奏作畫監督、原畫）
- 前進吧！登山少女 Second Season（分鏡、演出）

2015年
- 偶像大師 灰姑娘女孩（分鏡、演出、原畫）
- 全部成為F THE PERFECT INSIDER（演出）

2016年
- 少年女僕（分鏡、演出）

2017年
- 碧藍幻想 The Animation（助理導演、分鏡、演出）

2019年
- 約定的夢幻島（分鏡、演出）
- Fate/Grand Order -絕對魔獸戰線巴比倫尼亞-（分鏡、演出）

2021年
- 約定的夢幻島 (第2期)（分鏡、演出 、作畫監督、原畫、第2原畫）

2022年
- 女忍者椿的心事（分鏡、演出）

### 電影動畫
2000年
- 名偵探柯南：瞳孔中的暗殺者（佈局、原畫）

2011年
- 劇場版 閃電十一人GO：究極之絆 獅鷲獸（作畫監督）

### OVA
1993年
- 地球守護靈（動畫）

1994年
- 偶像防衛隊（動畫）
- MINKY MOMO IN 啟程之站（日语：魔法のプリンセス ミンキーモモ）（動畫）

### 遊戲
- 伊蘇IV The Dawn of Ys（視覺原畫）

## 腳註

## 相關項目
- 日本動畫師列表（日语：アニメ関係者一覧）